# Hanske de Krijger

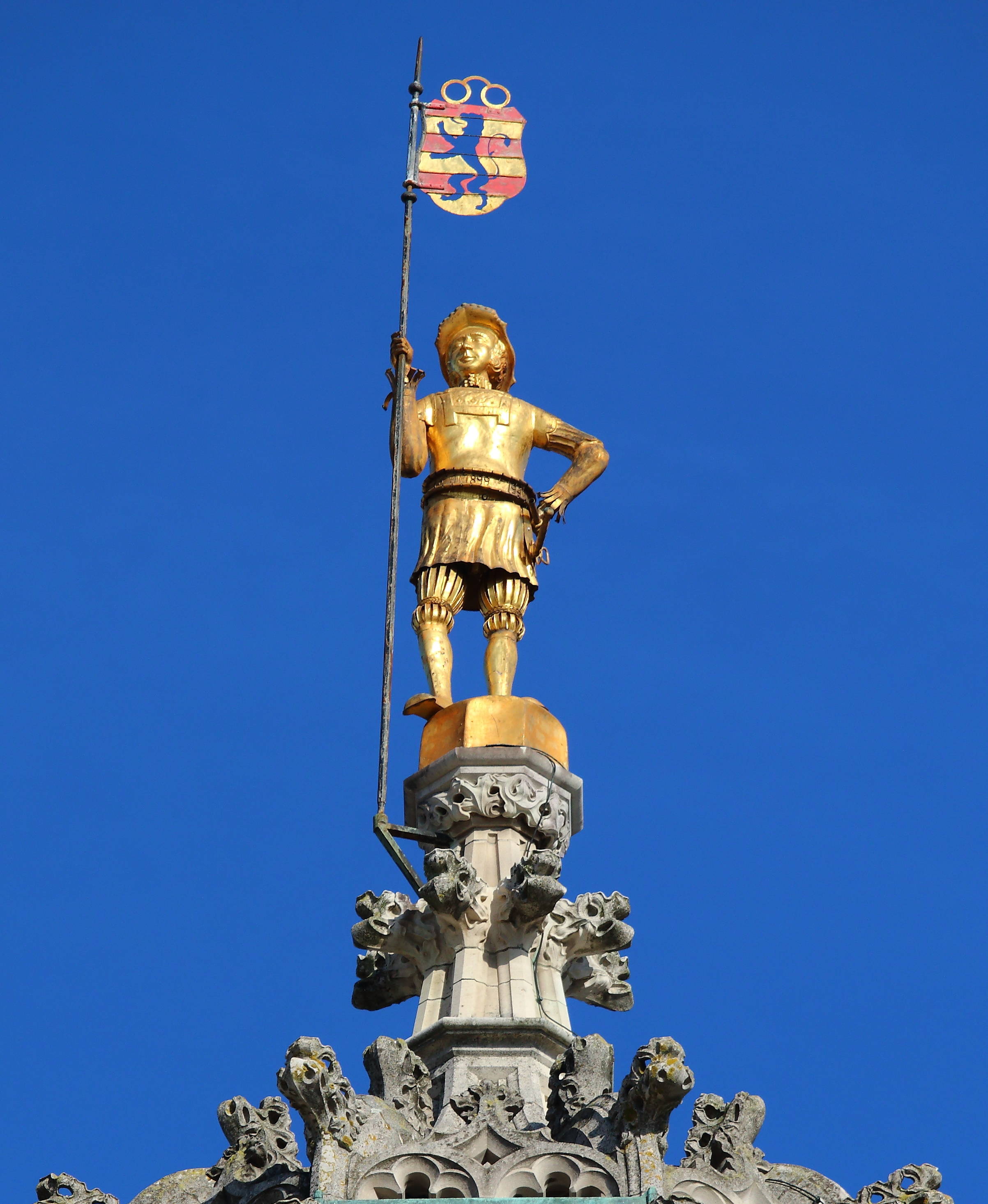
Hanske de Krijger op de torenspits

Hanske de Krijger is een volksheld en het embleem van de stad Oudenaarde in Oost-Vlaanderen, België.
Het verhaal gaat dat toen keizer Karel V Oudenaarde bezocht de stadswachter Hanske de Krijger, die op uitkijk stond, hem niet had zien aankomen. Hanske zou toen in slaap zijn gevallen, omdat hij te veel Oudenaards bier had gedronken. Volgens een zestiende-eeuwse legende zou de keizer hebben opgedragen om een bril in het wapenschild te zetten. In werkelijkheid is het embleem in het wapenschild echter geen bril maar een gotische letter A van Audenaerde.
De oorsprong van de legendevorming is het vergulde roodkoperen beeld dat sinds 1538 het Stadhuis van Oudenaarde bekroont. Het toont een vaandeldrager uitgerust als een Spaans soldaat. De Oudenaardse goudsmid Willem Blansterins maakte dit beeld in 1530.